# Nikolaos Michaloliakos
Nikolaos Michaloliakos (Grieks: Νικόλαος Μιχαλολιάκος) (Athene, 11 december 1957) is sinds 1 november 1993 de politiek leider van de extreemrechtse Griekse politieke partij Gouden Dageraad. In de Griekse media wordt hij soms ook aangeduid als Führer.

## Levensloop
Michaloliakos studeerde wiskunde aan de Universiteit van Athene. Op zijn zestiende verjaardag trad hij toe tot de radicale nationalistische 4 augustus-partij (Κόμμα 4ης Αυγούστου). Hij is driemaal gearresteerd; de eerste keer in juli 1974 bij de Britse ambassade in Kolonaki, een wijk van Athene, omdat hij meedeed aan een protest tegen de in de ogen van de Grieken slappe houding van Groot-Brittannië tijdens de Turkse invasie van Cyprus, de tweede keer in 1976 voor een aanval op journalisten tijdens de begrafenis van Evangelos Mallios, een door de Revolutionaire Organisatie 17 November vermoorde politieagent die verdacht werd van martelingen tijdens het Kolonelsregime, en de derde keer in juli 1978 omdat hij lid was van een gewelddadige rechts-extremistische organisatie. De laatste keer werd hij tot een jaar gevangenisstraf veroordeeld.
Michaloliakos ontkent het bestaan van de gaskamers van het vernietigingskamp Auschwitz. Verder betwijfelt hij het aantal omgekomen joden in de Tweede Wereldoorlog. In januari 2011 bracht Michaloliakos in de gemeenteraad van Ayios Panteleimonas, een wijk van Athene, de nazigroet. Dit naar aanleiding van het feit dat een wethouder hem een fascist noemde. Hij richt zich echter niet tegen religieuze groeperingen maar tegen immigranten (zowel legale als illegale), die volgens hem de oorzaak van de problemen in Griekenland zijn.
Bij de Griekse parlementsverkiezingen van mei 2012 behaalde de partij van Michaloliakos 7% van de stemmen, wat goed is voor 21 zetels. Zij haalde bij de verkiezingen in juni 2012, die uitgeschreven waren na het mislukken van de pogingen een coalitie te vormen, ook ongeveer 7% van de stemmen. Dit was echter slechts goed voor 18 zetels.
Op 28 september 2013 werden Nikos Michaloliakos en een aantal parlementsleden van Gouden Dageraad gearresteerd nadat de linkse antifascistische rapper Pavlos Fyssas op 17 september 2013 door een Gouden Dageraad-aanhanger was vermoord.
Na een strafproces van meer dan vijf jaar deed het Atheense Hof van Beroep op 7 oktober 2020 uitspraak over de aanklachten tegen 68 leden en ex-leden van Gouden Dageraad, onder wie Michaloliakos.  Door de uitspraak van het hof werd Gouden Dageraad gecatalogeerd als criminele organisatie. Michaloliakos zelf werd veroordeeld voor het leiden van en deelname aan een criminele organisatie. De strafmaat werd enkele dagen later vastgesteld: hij kreeg dertien jaar gevangenisstraf opgelegd zonder uitstel.

## Publicaties
- De laatste getrouwe. (Οι Τελευταίοι Πιστοί)
- Vijanden van de staat. (Εχθροί του Καθεστώτος)
- Voor een groot Griekenland in een vrij Europa. (Για μια Μεγάλη Ελλάδα σε μια Ελεύθερη Ευρώπη)
- Tegen alles. (Εναντίων Όλων)
- Pericles Giannopoulos: De Apollinische toespraak. (Περικλής Γιαννόπουλος: Ο Απολλώνιος Λόγος)[7]

- Gemeinsame Normdatei: 118673308X
- International Standard Name Identifier: 0000 0003 9069 3949
- Library of Congress Control Number: n2016000857
- Nederlandse Thesaurus van Auteursnamen: 070031606
- Virtual International Authority File: 65145541821296600178
- WorldCat: E39PBJyWYQMPHh4WRPwFKH63Qq